# Alma Cogan

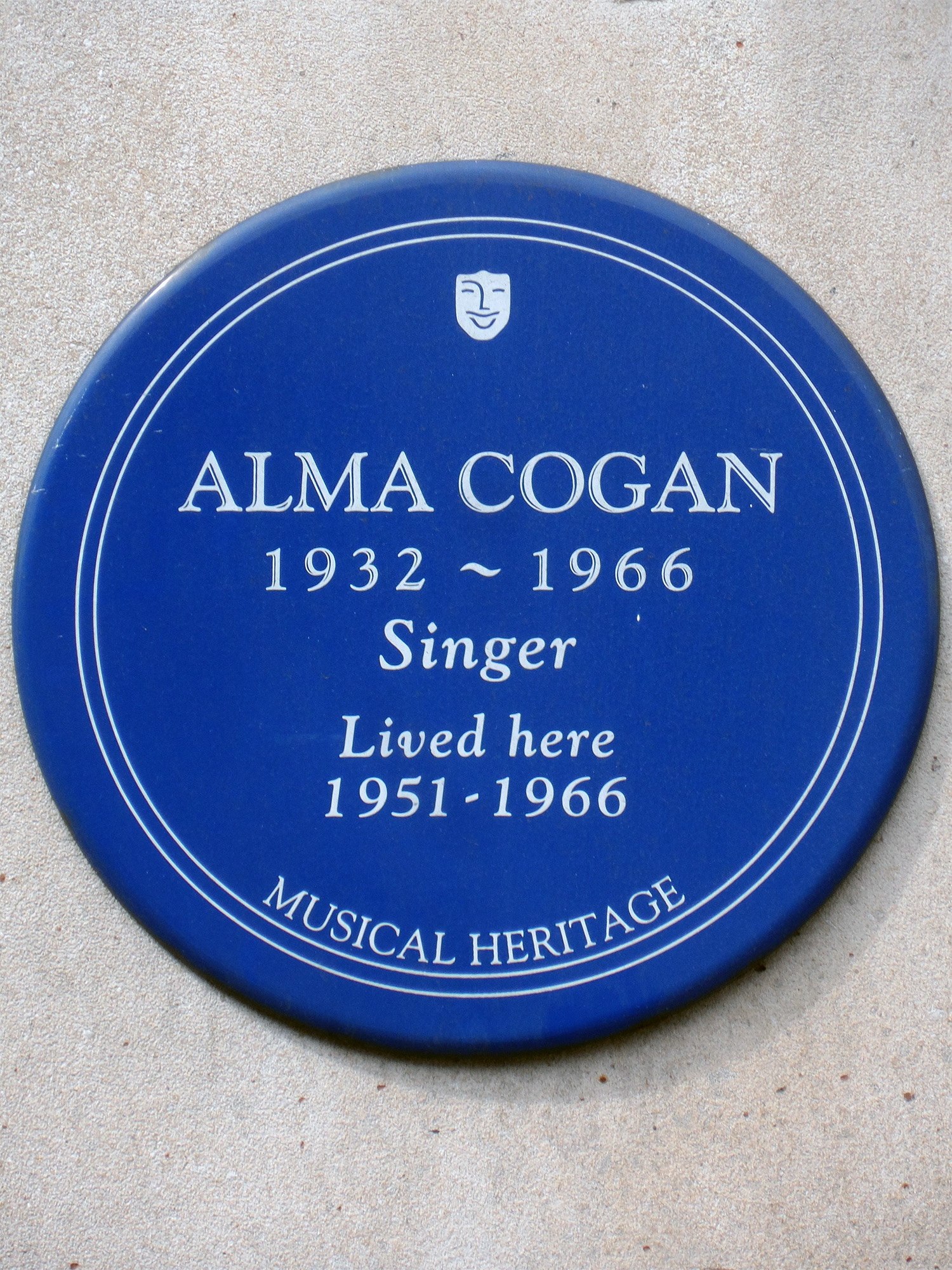
Alma Cogan, angol énekesnő

Alma Cogan (Whitechapel, 1932. május 19. – London, 1966. október 26.), angol énekesnő. Népszerű popdalokat énekelt az 1950-es években és az 1960-as évek elején. 34 évesen halt meg meg a londoni Middlesex Kórházban, rákban.

## Pályafutása
Alma Cogan Londonban született orosz-román-zsidó családban. Énekes apja családja Oroszországból emigrált Nagy-Britanniába, édesanyja családja pedig Romániából menekült. Cogan szüleinek egyik lánya, Sandra Caron, színésznő volt.
Szármáza dacára a readingi Szent József kolostor iskolájában tanult.
Először egy jótékonysági show-n lépett fel a readingi Palace Theatre-ben, majd tizenegy évesen részt vett a „Sussex Queen of Song” versenyen, és 5 font díjat nyert.
14 évesen beszervezték egy varietéműsorba a brightoni Grand Theatre-ben. 16 évesen azt mondta neki a zenekarvezető, hogy jó hangod van, de túl fiatal vagy még ehhez. Gyere vissza öt év múlva. Később ezt mondta: „Életem egyik legnagyobb hibája volt, hogy elengedtem.”
Cogan, miközben ruhatervezést is tanult, szerepelt már egy musicalben. 1949-ben énekesnő lett a Cumberland Hotelben. Itt az EMI producere felfigyelt rá, és szerződtette a His Master's Voice-hoz.
Az első lemeze a „To Be Worthy of You / Would You” volt, amelyet a huszadik  születésnapján vettek fel.
Rendszeresen szerepelt Dick Bentley komikus BBC Gently Bentley című rádióműsorában. A BBC Radio „Take It From Here” című komédiájának állandó énekese lett 1953-tól 1960-ig.
1953-ban, az „If I Had a Golden Umbrella” felvételének közepén önkéntelenül elkezdett kuncogni. A későbbi felvételeken már ugyanezt eljátszotta. Hamarosan ráragadt a „kuncogó lány”
Sok felvétele amerikai slágerek elősdása volt, különösen Rosemary Clooney, Teresa Brewer, Georgia Gibbs, Joni James és Dinah Shore dalaiból. A hangját gyakran hasonlították Doris Day hangjához. Az 1950-es években tizennyolcszor szerepelt az Egyesült Királyság kislemezlistáján.
Cogan egyike volt az első brit előadóknak, akik gyakran szerepeltek a televíziókban. Flitterekkel díszített szoknyáit és formás felsőrészeit állítólag ő maga tervezte, és soha nem viselte kétszer. 1956 és 1960 között az olvasói közvélemény-kutatásokon négyszer volt a „Legjobb brit énekesnő”.
Az 1960-as évek brit zenei forradalma, főleg a Beatles berobbanása okán Cogan hirtelen kiment a divatból. Az 1960-as évek legjobb eredménye az Egyesült Királyságban csak második volt. Akkoriban a legtöbb sikert külföldön érte el, Svédországban és Japánban. 1964-ben a „Tennessee Waltz” című rock-and-roll balladája Svédországban, Dániában és Németországban futott be. Amikor az 1960-as évek közepén Svédországban turnézott népszerű helyi zenekarokkal (amelyeknek tagjai tíz évvel fiatalabbak voltak nála), azok játékos becenéven „popmormornnak” (pop-nagymamának) hívták.
Cogan megpróbálta frissíteni az arculatát néhány Beatles-szám felvételével. 1965-re a lemezproducerek kezdték elégedetlenkedni Cogan munkájával. Ebbe keményen  belejátszott, hogy egészsége megromlott. 1966 elején belekezdett egy Észak-Angliai klublátogató sorozatba, de két fellépés után összeomlott: gyomorrák miatt kellett kezelni. Utolsó tévés szereplésén az International Cabaretban lépett fel. A következő hónapban összeomlott, miközben Svédországban turnézott.
A családi szokások tiszteletben tartásával hagyományos zsidó szertartás szerint temették el.

## Albumok
- 1958: I Love To Sing
- 1961: With You In Mind
- 1962: How About Love?
- 1967: Alma
- 2008: Ladies And Gentlemen, Miss Alma Cogan! (58 szám az 1953-1956-os „Take It From Here” rádiósorozatból, plusz 14 korábban kiadatlan szám, demó és alternatív verzió)

## Könyvek
- Gordon Burn:  Alma Cogan (elbeszélés)
- Alma Cogan: The Girl With The Laugh („A kacarászó lány”; szerző: Sandra Caron, Alma Cogan nővére) – ISBN 0-7475-0984-0

## Filmek
- Alma Cogan az IMDb-n